# 逆鉾昭廣
逆鉾 昭廣（さかほこ あきひろ、1961年6月18日 -  2019年9月16日）は、鹿児島県姶良郡加治木町（現・姶良市）出身（出生地は東京都墨田区）で井筒部屋に所属した大相撲力士。本名は福薗 好昭（ふくぞの よしあき）。
最高位は東関脇。得意技は左四つ、寄り、もろ差し、外掛け。現役時代の体格は182cm、130kg。引退後は年寄・井筒を襲名し、井筒部屋で後進の指導に当たっていた。
なお彼以前に逆鉾を名乗った力士が9人いるため、彼は10代目の逆鉾である。

## 来歴
生まれ育ったのは父・鶴ヶ嶺が居宅及び部屋を構えた墨田区であるが、大相撲入り後は父の出身地である鹿児島県を自身の出身地として届け出た。
墨田区立二葉小学校、墨田区立両国中学校を卒業。本人は中学卒業直後の入門を望んだが、体が小さかったことから、すでに入門していた兄（鶴嶺山、当時三段目）に猛反対され、目黒高校に進む。同高の相撲部で1年生から活躍すると、反対していた兄も折れたため、高校を中退して、君ヶ浜部屋から名称を変更した直後の井筒部屋へ入門し、1978年1月場所に福薗の名で初土俵を踏む。1981年7月場所に、兄と同時に新十両となる。1981年11月場所は2勝13敗と大きく負け越し、幕下に陥落したが、1982年5月場所に再十両、このとき井筒部屋伝統の四股名・逆鉾に改名した。同年11月場所に入幕し現役時代は父譲りの「相撲巧者」と言われ、立合いから相手のもろ差しに潜り込むのが速く、そこからのがぶり寄りを得意としており、技能賞、三役の常連であった。ちなみに、本来は左四つだがもろ差しに移行する際は右四つから巻き変えるのが特徴であった。このため、右四つが得意な力士とは相性がよかったが、左四つが得意な力士とは安易に左四つになり相手十分の相撲となってしまうことも多かった。
1984年7月場所に小結を飛び越して関脇昇進を果たし、次期の大関候補と呼ばれた事もあった。実際、関脇は9場所連続で務めていたが出世欲が乏しく、また部屋頭だったことからか立合いで胸を出し顎を上げる悪癖が治らず、三役の地位では勝ち越しても8・9勝に終わり、2桁勝利（10勝以上）を挙げる事は一度も出来なかった。最終的に三賞を9度も獲得したが、全て9勝以下での受賞であった。その反面、話題には事欠かず隆の里に勝って土俵上でガッツポーズを取ったり、逆鉾の実弟である寺尾が取り組みに負けた際、思わず控えで立ち上がって手を貸そうとしたりする行為が問題視されたこともあった。土俵上でガッツポーズした日本人力士は、逆鉾が大相撲史上初と言われる。昭和60年代には実弟の寺尾と共に同時関脇、同時三賞受賞もしばしばあった。立合い正常化講習が行われた直後の場所である1984年9月場所では、その場所3日目の北天佑戦で勝った際の取組で一度目の際どい立合いを「手つき不十分」と指摘した九重を睨みつけたことやインタビュールームで憮然と 「頭にきたからね、もう」と口にするなどの態度を見せて物議を醸した。因みにこの取組は立ち合い正常化講習後の取り直し第1号。千代の富士、双羽黒の2横綱を破った1987年9月場所から3場所連続で殊勲賞を獲得している。
だが、若花田・貴花田の若貴兄弟が台頭してきた平成初期には力も衰え、体も一回り小さくなっており、得意のもろ差しになってもそのまま後退して負けるといった取組が増え低迷した。加えて、マスコミでも散々に書き立てられ悪役の役回りを割り振られたがそれでも人気は高く、十両に陥落し1992年9月場所で引退するまで人気力士として活躍した。横綱の千代の富士と屋台で遭遇してからは千代の富士に心酔し、以後両者ともしばしば熱戦を展開した。
現役引退後は年寄・14代春日山を襲名して井筒部屋付きとなり、師匠の停年（定年）退職後は井筒に名跡変更して部屋を継承した。継承直後の1994年5月には、既に結婚していたことと当時7歳だった長女の清香（後の天咲千華）の存在を明らかにして周囲を驚かせた。部屋の師匠としては、直弟子の鶴竜を横綱まで育て上げるなど手腕を発揮した。アマチュア相撲の実績もなく、選抜テストを勝ち抜いた訳でもなかった鶴竜を横綱に育て上げたことは井筒の特筆すべき功績だと言われる。相撲協会では役員就任前は役員でない親方衆で構成される年寄会の会長を務め、2014年には役員選挙に立候補して副理事に就任した。2002年に勝負審判に就任して以降は12年間の長きに亘ってその任務を果たし、2014年の副理事就任後も審判部に残留して副部長へと昇進した。2016年の役員候補選挙に立候補するも、落選する。その後行われた新たな職務分掌では、監察委員となった。
2014年末には、横綱の鶴竜がモンゴル人女性との婚約を発表したことを受けて会見を行ったが、この会見などの準備に追われた影響で体調を崩し、直後の2015年1月場所は目の不調によって全休。同月29日の理事会より職務に復帰し、2月8日の大相撲トーナメントから審判長として土俵下に座る意向を示した。
2016年3月場所では8日目に結びの一番で審判長の職務をしていたところ、横綱の白鵬に寄り切られ（だめ押しとの見方もある）、土俵から転落した嘉風の下敷きとなり左足を骨折して入院する災難に遭った。怪我を負った2ヶ月後、白鵬が直々に謝罪に出向いたため、井筒と白鵬の間にわだかまりはなくなったという。
2018年2月2日の副理事選挙では4人で副理事の3枠を争う中、実弟の20代錣山と異例の兄弟対決となった。前回の選挙では14代玉ノ井との決選投票の末に落選した井筒は31票でトップ当選となった。弟との争いに「複雑な気持ち。同じ会社にいるもんじゃないなとつくづく思います」と喜びの表情は見せなかった。
2019年7月の名古屋場所後に糖尿病が悪化し、検査により膵臓がんが発覚、8月下旬から都内の病院に入院。9月場所を休場していたが、同月16日夜に容態が急変し死去した。58歳没。同じ時津風一門の中川（元幕内・旭里）は井筒の死去に際して「病気のことは全然知らなかった」とコメントした。鶴嶺山と共に井筒の最期を看取った錣山は「本当に頑張った。褒めてあげたい。最後まで顔を見られたことは幸せだった。小さいときから、しょっちゅうけんかばかりしていた。相撲に対しては天才。それをすごく尊敬していました」と話した。井筒部屋は死去に伴って本場所中に師匠不在となったため、転籍先が決まるまで時津風一門の8代鏡山が鶴竜を含む部屋所属力士・床山の身分を一時的に預かる形となった（場所後の9月26日に陸奥部屋への転籍が決定）。
9月場所終了後の9月24日に行われた井筒の通夜は時津風一門葬として執り行われ、一門の親方衆・関取衆のほか協会副理事であったことから一門外からも八角理事長や尾車、春日野ら協会理事も参列し、角界関係者のほか600人が弔問に訪れた。鶴竜はこの日初めて取材に応じ、最後にあったのは7月場所の千秋楽であったことを明かした。夏巡業出発前にも電話でやり取りをしており、「そこから会話できなかったのが悔い」であるが、「厳しく、優しい人だった。よく怒られたし、自分が負けると自分よりも悔しがってくれた。それだけ期待して愛してくれたのだと思う。これからは、教えてもらったことを胸に秘めて歩んでいきたい」と師匠への思いを述べている。弟の錣山は通夜・告別式が井筒部屋で営まれることについて、「（闘病中に）本人が『部屋に戻りたい』と。それがベストだと思う。父（先代で元関脇・鶴ケ嶺）と母が築き上げた城に戻って見送られるのはいいことだと思う」と本人の遺志であったことを明かした。
作家の喜多哲士も自身のウェブサイトの1コーナー「大相撲小言場所」で「師匠としても横綱鶴竜を育て上げたのは立派。しかし、現状（部屋消滅時点）で井筒部屋の力士は3人のみという寂しさもあり、必ずしも名門井筒部屋の立て直しに成功したとは言い難かったのが残念。協会の要職についていたことも影響したか。今後、鶴竜が協会に残り、名門再興を果たしてくれることを切に願う」と記述し、鶴竜が後継者となることを期待していた。
直系の弟子である鶴竜による井筒部屋再興が期待されていたが、鶴竜は引退後現役名年寄として陸奥部屋の部屋付き年寄を務めたのち、2023年12月に年寄音羽山を襲名し音羽山部屋を創設したため、鶴竜による井筒部屋の再興はならなかった。井筒の実娘の天咲千華（福薗清香）が志摩ノ海航洋（木瀬部屋所属・出羽海一門）と結婚し、志摩ノ海が福薗家の婿養子となっていること、その志摩ノ海が2024年7月に年寄名跡「井筒」を継承（取得）していること、閉鎖後に取り壊された井筒部屋の跡地に相撲部屋として使用可能な設計の建物が新築されたことから、志摩ノ海による井筒部屋再興の可能性も取り沙汰されているが、志摩ノ海は2024年時点で部屋新設の条件である幕内在位60場所等を満たしていないことから、将来的に井筒部屋がどのような形で再興されるかは不明である。なお井筒の名跡は2024年時点では志摩ノ海と同部屋の元幕内明瀬山光彦が一時的に襲名している。

## エピソード
- 小学校の時に現役時代の父が第45代横綱若乃花と対戦した写真を見て、初代若乃花の大ファンになった。お小遣いが入ると若乃花やライバルの第44代横綱栃錦のことが載っている本や雑誌を求めて、若乃花の生い立ち、エピソード、全成績まで立ちどころにそらんじられるようになり、自分も若乃花のような力士になりたいと志した[29]。『若ノ花物語』のビデオを何百回も繰り返して見ていたという[30]。
- 目黒高校相撲部では、鶴ヶ嶺の息子として入学直後より頭角を現し、関東大会軽量級で一年生ながら3位に入る。相撲部には土俵がなく、稽古は春日野部屋で行っていた。稽古で春日野部屋の序二段力士を何人か抜くと、それを見ていた春日野親方（元栃錦）は「うん、おまえ、お父さんより相撲がうまいな」と声をかけられた。これに気をよくし、両親に「うちでだめなら、おれ、春日野部屋に行くよ」と直訴したことから、入門に反対していた兄も折れることとなった。一方で、高校のデビュー戦である東京都大会では、取組中に廻しが外れて反則負けとなるハプニングも起こしている[31]。
- 現役時代から読書家で有名であり、太宰治の小説などを好んでいた[10]。
- 几帳面で、自分の部屋には子供の頃から集めていた相撲雑誌と相撲ビデオがきれいに並べてあった。雑誌は発売日の順番に並んでいないと気が済まないし、壁の絵が少しでも曲がっていると寝られないと、付け人を呼び出して直させていた[32]。
- 隆の里を破り、自身にとって初金星となった1984年初月場所7日目は、勝った直後に思わずガッツポーズを取った。角界では対戦した力士に対する礼儀と配慮から、勝ってもガッツポーズを取ることを禁止しており、後から注意されたという。
- 朝青龍（第68代横綱）が土俵上で懸賞金を受け取るときに左手で手刀を切ることを、横綱審議委員会委員の内館牧子が問題視したが[33]、逆鉾も朝青龍と同じく左利きでずっと左手で手刀を切っていた。だが当時はこれを問題視する者は誰もいなかった[34]。なお、隆の里戦に勝ってガッツポーズをとった上述の取組では右手で手刀を切っている。
- 土俵下の勝負審判を務める親方は、NHKの大相撲中継では贔屓的な解説にならないようにするために原則として解説を務めないが、審判部所属になる前に解説を務めた際には、自分より年上の力士を語る際は「○○関」と呼称していた。具体例としては、自身より長く現役を続けた同部屋の兄弟子・霧島を「霧島関」と呼んでいた。これは益荒雄もほぼ同様で、同じく「霧島関」と呼んでいた[35]。
- 現役時代は板井とも仲が良く、幕下に陥落してから再十両を果たすまでの間に師匠の大鳴戸と不仲に陥った板井は普段のちゃんこも井筒部屋で逆鉾と共に食べる間柄になったという[36]。
- 現役時代のやんちゃぶりとは裏腹に親方としては家柄上角界のしきたりが身に付いた人物として鶴竜に礼儀を叩き込んだ。観客を「お客様」と呼ぶなど観客を人一倍大事にする人物であった[10]。
- 現役時代のやんちゃなイメージを表す愛称としては「チャカポコ」というものがある[2]。

## 家系図
西ノ海（25代横綱）の曾孫（養女の養女の子供）、加賀錦（元幕下）の孫、鶴ヶ嶺（元関脇）の次男、薩摩錦（元幕下）の従兄の孫。井筒3兄弟と言われ、長兄が鶴嶺山（元十両）、次男が逆鉾、三男が寺尾（元関脇）。また鶴ノ富士智万（元十両）は従弟に当たり、元中日ドラゴンズ選手の井上一樹は親戚に当たる。長女は元宝塚歌劇団花組娘役の天咲千華（本名:福薗清香）で、清香の夫は志摩ノ海である。
|          |          |          |          |          |          |  |  |          |          |          |          |          |          |  |  |          |          |          |          |          |          |      |      |            |            |            |            |            |            |  |  |  |  |  |  |  |  |  |  |  |  |  |  |  |  |  |  |  |  |  |  |  |  |
|          |          |          |          |          |          |  |  |          |          |          |          |          |          |  |  |          |          |          |          |          |          |      |      |            |            |            |            |            |            |  |  |  |  |  |  |  |  |  |  |  |  |  |  |  |  |  |  |  |  |  |  |  |  |
| 〇       | 〇       | 〇       | 〇       | 〇       | 〇       |  |  | 〇       | 〇       | 〇       | 〇       | 〇       | 〇       |  |  |          |          |          |          |          |          |      |      | 西ノ海     | 西ノ海     | 西ノ海     | 西ノ海     | 西ノ海     | 西ノ海     |  |  |  |  |  |  |  |  |  |  |  |  |  |  |  |  |  |  |  |  |  |  |  |  |
| 〇       | 〇       | 〇       | 〇       | 〇       | 〇       |  |  | 〇       | 〇       | 〇       | 〇       | 〇       | 〇       |  |  |          |          |          |          |          |          |      |      | 西ノ海     | 西ノ海     | 西ノ海     | 西ノ海     | 西ノ海     | 西ノ海     |  |  |  |  |  |  |  |  |  |  |  |  |  |  |  |  |  |  |  |  |  |  |  |  |
| 薩摩錦   | 薩摩錦   | 薩摩錦   | 薩摩錦   | 薩摩錦   | 薩摩錦   |  |  | 〇       | 〇       | 〇       | 〇       | 〇       | 〇       |  |  | 加賀錦   | 加賀錦   | 加賀錦   | 加賀錦   | 加賀錦   | 加賀錦   |      |      | 養女       | 養女       | 養女       | 養女       | 養女       | 養女       |  |  |  |  |  |  |  |  |  |  |  |  |  |  |  |  |  |  |  |  |  |  |  |  |
| 薩摩錦   | 薩摩錦   | 薩摩錦   | 薩摩錦   | 薩摩錦   | 薩摩錦   |  |  | 〇       | 〇       | 〇       | 〇       | 〇       | 〇       |  |  | 加賀錦   | 加賀錦   | 加賀錦   | 加賀錦   | 加賀錦   | 加賀錦   |      |      | 養女       | 養女       | 養女       | 養女       | 養女       | 養女       |  |  |  |  |  |  |  |  |  |  |  |  |  |  |  |  |  |  |  |  |  |  |  |  |
|          |          |          |          |          |          |  |  |          |          |          |          |          |          |  |  |          |          |          |          |          |          |      |      |            |            |            |            |            |            |  |  |  |  |  |  |  |  |  |  |  |  |  |  |  |  |  |  |  |  |  |  |  |  |
|          |          |          |          |          |          |  |  |          |          |          |          |          |          |  |  |          |          |          |          |          |          |      |      |            |            |            |            |            |            |  |  |  |  |  |  |  |  |  |  |  |  |  |  |  |  |  |  |  |  |  |  |  |  |
| 弟       | 弟       | 弟       | 弟       | 弟       | 弟       |  |  | 鶴ヶ嶺   | 鶴ヶ嶺   | 鶴ヶ嶺   | 鶴ヶ嶺   | 鶴ヶ嶺   | 鶴ヶ嶺   |  |  |          |          |          |          | 養女     | 養女     | 養女 | 養女 | 養女       | 養女       |            |            |            |            |  |  |  |  |  |  |  |  |  |  |  |  |  |  |  |  |  |  |  |  |  |  |  |  |
| 弟       | 弟       | 弟       | 弟       | 弟       | 弟       |  |  | 鶴ヶ嶺   | 鶴ヶ嶺   | 鶴ヶ嶺   | 鶴ヶ嶺   | 鶴ヶ嶺   | 鶴ヶ嶺   |  |  |          |          |          |          | 養女     | 養女     | 養女 | 養女 | 養女       | 養女       |            |            |            |            |  |  |  |  |  |  |  |  |  |  |  |  |  |  |  |  |  |  |  |  |  |  |  |  |
|          |          |          |          |          |          |  |  |          |          |          |          |          |          |  |  |          |          |          |          |          |          |      |      |            |            |            |            |            |            |  |  |  |  |  |  |  |  |  |  |  |  |  |  |  |  |  |  |  |  |  |  |  |  |
|          |          |          |          |          |          |  |  |          |          |          |          |          |          |  |  |          |          |          |          |          |          |      |      |            |            |            |            |            |            |  |  |  |  |  |  |  |  |  |  |  |  |  |  |  |  |  |  |  |  |  |  |  |  |
| 鶴ノ富士 | 鶴ノ富士 | 鶴ノ富士 | 鶴ノ富士 | 鶴ノ富士 | 鶴ノ富士 |  |  | 鶴嶺山   | 鶴嶺山   | 鶴嶺山   | 鶴嶺山   | 鶴嶺山   | 鶴嶺山   |  |  | 逆鉾     | 逆鉾     | 逆鉾     | 逆鉾     | 逆鉾     | 逆鉾     |      |      | 寺尾       | 寺尾       | 寺尾       | 寺尾       | 寺尾       | 寺尾       |  |  |  |  |  |  |  |  |  |  |  |  |  |  |  |  |  |  |  |  |  |  |  |  |
| 鶴ノ富士 | 鶴ノ富士 | 鶴ノ富士 | 鶴ノ富士 | 鶴ノ富士 | 鶴ノ富士 |  |  | 鶴嶺山   | 鶴嶺山   | 鶴嶺山   | 鶴嶺山   | 鶴嶺山   | 鶴嶺山   |  |  | 逆鉾     | 逆鉾     | 逆鉾     | 逆鉾     | 逆鉾     | 逆鉾     |      |      | 寺尾       | 寺尾       | 寺尾       | 寺尾       | 寺尾       | 寺尾       |  |  |  |  |  |  |  |  |  |  |  |  |  |  |  |  |  |  |  |  |  |  |  |  |
|          |          |          |          |          |          |  |  | 志摩ノ海 | 志摩ノ海 | 志摩ノ海 | 志摩ノ海 | 志摩ノ海 | 志摩ノ海 |  |  | 天咲千華 | 天咲千華 | 天咲千華 | 天咲千華 | 天咲千華 | 天咲千華 |      |      | 寺尾由布樹 | 寺尾由布樹 | 寺尾由布樹 | 寺尾由布樹 | 寺尾由布樹 | 寺尾由布樹 |  |  |  |  |  |  |  |  |  |  |  |  |  |  |  |  |  |  |  |  |  |  |  |  |
|          |          |          |          |          |          |  |  | 志摩ノ海 | 志摩ノ海 | 志摩ノ海 | 志摩ノ海 | 志摩ノ海 | 志摩ノ海 |  |  | 天咲千華 | 天咲千華 | 天咲千華 | 天咲千華 | 天咲千華 | 天咲千華 |      |      | 寺尾由布樹 | 寺尾由布樹 | 寺尾由布樹 | 寺尾由布樹 | 寺尾由布樹 | 寺尾由布樹 |  |  |  |  |  |  |  |  |  |  |  |  |  |  |  |  |  |  |  |  |  |  |  |  |

## 主な成績
- 通算成績：551勝567敗29休 勝率.493
- 幕内成績：392勝447敗16休 勝率.467
- 現役在位：89場所
- 幕内在位：57場所
- 三役在位：16場所（関脇12場所、小結4場所）[4]
- 三賞：9回
  - 殊勲賞：5回（1984年5月場所、1987年9月場所、1987年11月場所、1988年1月場所、1988年7月場所）
  - 技能賞：4回（1984年3月場所、1984年7月場所、1986年9月場所、1989年1月場所）
- 金星：7個（隆の里3個[4]、千代の富士2個、双羽黒2個）
- 各段優勝
  - 序ノ口優勝：1回(1978年3月場所)

### 場所別成績
| | 一月場所 初場所（東京） | 三月場所 春場所（大阪） | 五月場所 夏場所（東京） | 七月場所 名古屋場所（愛知） | 九月場所 秋場所（東京）  | 十一月場所 九州場所（福岡） |
| --- | ----------------------- | ----------------------- | ----------------------- | --------------------------- | ------------------------ | --------------------------- |
| 1978年 （昭和53年） | 番付外 2–1              | 西序ノ口14枚目 優勝 6–1 | 東序二段45枚目 4–3      | 東序二段29枚目 6–1          | 東三段目66枚目 0–1–6     | 東序二段24枚目 休場 0–0–7   |
| 1979年 （昭和54年） | 東序二段24枚目 4–3      | 西序二段3枚目 6–1       | 東三段目43枚目 4–3      | 東三段目28枚目 5–2          | 西幕下60枚目 2–5         | 東三段目25枚目 5–2          |
| 1980年 （昭和55年） | 西幕下59枚目 5–2        | 東幕下40枚目 4–3        | 西幕下31枚目 3–4        | 東幕下40枚目 4–3            | 西幕下31枚目 4–3         | 西幕下23枚目 5–2            |
| 1981年 （昭和56年） | 西幕下10枚目 5–2        | 東幕下4枚目 4–3         | 東幕下筆頭 4–3          | 西十両11枚目 9–6            | 西十両9枚目 8–7          | 東十両7枚目 2–13            |
| 1982年 （昭和57年） | 西幕下9枚目 6–1         | 東幕下3枚目 6–1         | 西十両12枚目 10–5       | 東十両2枚目 8–7             | 東十両筆頭 10–5          | 西前頭12枚目 4–10–1         |
| 1983年 （昭和58年） | 西十両4枚目 9–6         | 西前頭13枚目 8–7        | 西前頭5枚目 7–8         | 西前頭6枚目 7–8             | 西前頭8枚目 7–8          | 東前頭9枚目 9–6             |
| 1984年 （昭和59年） | 東前頭3枚目 4–11 ★      | 西前頭10枚目 9–6 技     | 東前頭3枚目 8–7 殊★     | 西関脇 8–7 技               | 東関脇 5–10              | 東前頭4枚目 6–9 ★           |
| 1985年 （昭和60年） | 東前頭8枚目 8–7         | 西前頭4枚目 8–7         | 東前頭筆頭 6–9          | 東前頭3枚目 6–9             | 西前頭6枚目 8–7          | 東前頭筆頭 6–9              |
| 1986年 （昭和61年） | 東前頭4枚目 8–7         | 東前頭筆頭 6–9          | 東前頭3枚目 5–10        | 西前頭7枚目 10–5            | 西小結 8–7 技            | 東小結 5–10                 |
| 1987年 （昭和62年） | 西前頭2枚目 6–9 ★       | 西前頭5枚目 9–6         | 東前頭筆頭 6–9          | 東前頭3枚目 7–8 ★           | 西前頭4枚目 8–7 殊★      | 西関脇 8–7 殊               |
| 1988年 （昭和63年） | 東関脇 9–6 殊           | 東関脇 8–7              | 東関脇 8–7              | 東関脇 8–7 殊               | 東関脇 9–6               | 東関脇 9–6                  |
| 1989年 （平成元年） | 東関脇 9–6 技           | 東関脇 7–8              | 東小結 8–7              | 西関脇 2–13                 | 東前頭7枚目 6–9          | 東前頭12枚目 10–5           |
| 1990年 （平成2年） | 西前頭2枚目 4–11        | 西前頭10枚目 9–6        | 西前頭2枚目 5–10        | 西前頭9枚目 8–7             | 西前頭5枚目 8–7          | 西小結 5–10                 |
| 1991年 （平成3年） | 東前頭4枚目 6–9         | 西前頭9枚目 8–7         | 西前頭5枚目 6–9         | 西前頭8枚目 10–5            | 西前頭筆頭 5–10          | 西前頭7枚目 休場 0–0–15     |
| 1992年 （平成4年） | 西前頭7枚目 6–9         | 東前頭10枚目 5–10       | 西前頭15枚目 4–11       | 東十両5枚目 5–10            | 東十両11枚目 引退 4–11–0 | x                           |
| 各欄の数字は、「勝ち-負け-休場」を示す。 優勝 引退 休場 十両 幕下 三賞：敢=敢闘賞、殊=殊勲賞、技=技能賞 その他：★=金星 番付階級：幕内 - 十両 - 幕下 - 三段目 - 序二段 - 序ノ口 幕内序列：横綱 - 大関 - 関脇 - 小結 - 前頭（「#数字」は各位内の序列） |                         |                         |                         |                             |                          |                             |

## 幕内対戦成績
| 力士名       | 勝数  | 負数 | 力士名   | 勝数 | 負数 | 力士名   | 勝数 | 負数  | 力士名   | 勝数  | 負数 |
| ------------ | ----- | ---- | -------- | ---- | ---- | -------- | ---- | ----- | -------- | ----- | ---- |
| 青葉城       | 4     | 7    | 安芸ノ島 | 6    | 9    | 曙       | 0    | 4     | 朝潮     | 11(1) | 18   |
| 旭里         | 2     | 0    | 旭富士   | 4    | 32   | 天ノ山   | 1    | 0     | 板井     | 11    | 5    |
| 恵那櫻       | 4     | 3    | 大潮     | 1    | 3    | 巨砲     | 11   | 11(1) | 大錦     | 8     | 2    |
| 大乃国       | 10(1) | 24   | 大豊     | 2    | 3    | 小城ノ花 | 1    | 4     | 魁輝     | 7     | 5    |
| 春日富士     | 6     | 3    | 北勝鬨   | 2    | 1    | 北の湖   | 1(1) | 3     | 騏乃嵐   | 3     | 1    |
| 旭豪山       | 1     | 0    | 旭道山   | 4    | 3    | 起利錦   | 5    | 5     | 麒麟児   | 9     | 5    |
| 久島海       | 3     | 4    | 蔵間     | 4    | 3    | 黒瀬川   | 1    | 0     | 高望山   | 15    | 4    |
| 港龍         | 1     | 0    | 琴稲妻   | 7    | 1    | 琴ヶ梅   | 14   | 10    | 琴風     | 0     | 3    |
| 琴椿         | 2     | 3    | 琴錦     | 4    | 3    | 琴の若   | 2    | 2     | 琴富士   | 2     | 3    |
| 小錦         | 8     | 18   | 駒不動   | 0    | 1    | 斉須     | 0    | 2     | 佐田の海 | 8     | 1    |
| 嗣子鵬       | 1     | 0    | 太寿山   | 18   | 5    | 大翔鳳   | 2    | 2(1)  | 大翔山   | 2     | 1    |
| 大善         | 1     | 1    | 大徹     | 5    | 4    | 貴闘力   | 1    | 4     | 隆の里   | 4     | 3    |
| 貴ノ浪       | 0     | 2    | 貴花田   | 1    | 4    | 孝乃富士 | 3    | 4     | 隆三杉   | 17    | 6    |
| 高見山       | 0     | 1    | 多賀竜   | 9    | 3    | 立洸     | 2    | 1     | 玉龍     | 7     | 4    |
| 千代の富士   | 3     | 27   | 常の山   | 1    | 3    | 出羽の花 | 9    | 7     | 闘竜     | 6     | 9    |
| 栃司         | 7     | 7    | 栃剣     | 5    | 2    | 栃乃和歌 | 3    | 13    | 栃光     | 5     | 1    |
| 巴富士       | 2     | 1    | 豊ノ海   | 1    | 4    | 蜂矢     | 0    | 1     | 花乃湖   | 6(1)  | 3    |
| 花ノ国       | 4     | 3    | 飛騨乃花 | 6    | 3    | 富士櫻   | 2(1) | 3     | 藤ノ川   | 2     | 4    |
| 双羽黒       | 4(1)  | 9    | 鳳凰     | 1    | 6    | 北天佑   | 9    | 21    | 北勝海   | 8     | 21   |
| 舞の海       | 1     | 1    | 前乃臻   | 1    | 0    | 舛田山   | 1    | 1     | 益荒雄   | 4     | 4    |
| 三杉磯(東洋) | 3     | 0    | 三杉里   | 8    | 2    | 水戸泉   | 8    | 7     | 両国     | 7     | 11   |
| 若嶋津       | 5     | 11   | 若翔洋   | 0    | 2    | 若瀬川   | 8    | 0     | 若の富士 | 0     | 1    |
| 若花田       | 1     | 2    |          |      |      |          |      |       |          |       |      |

## 改名歴
- 福薗 好政（ふくぞの よしまさ）1978年1月場所-1982年3月場所
- 逆鉾 昭廣（さかほこ あきひろ）1982年5月場所-1989年7月場所
- 逆鉾 信繁（- のぶしげ）1989年9月場所
- 逆鉾 伸重（- のぶしげ）1989年11月場所-1992年9月場所

## 年寄変遷
- 春日山 好昭（かすがやま よしあき）1992年9月-1994年4月
- 井筒 好昭（いづつ -）1994年4月-2019年9月